# Marco Mânlio Capitolino
Marco Mânlio Capitolino (em latim: Marcus Manlius Capitolinus) foi um político da gente Mânlia nos primeiros anos da República Romana eleito cônsul em 393 a.C. com Lúcio Valério Potito. Foi executado em 384 a.C. depois de ser acusado de aspirar tornar-se "rei de Roma". Era irmão de Aulo Mânlio Capitolino, tribuno consular em 389, 385, 383 e 370 a.C..

## Consulado (392 a.C.)
Em 392 a.C., novamente dois cônsules foram eleitos antes que os tribunos consulares monopolizassem o poder ininterruptamente novamente até 367 a.C. Os cônsules foram Marco Mânlio e Lúcio Valério Potito. Os dois derrotaram novamente os équos perto do monte Algido e, por isto, Lúcio Valério recebeu um triunfo e Marco Mânlio, uma ovação. Por conta da vitória sobre Veios, foram celebrados jogos e foi consagrado o Templo de Juno Regina, oferecido por Marco Fúrio Camilo no Aventino.
Depois, a guerra foi novamente declarada, desta vez contra os volsinos e os sapienatos, que, contudo, não pôde ser combatida por que Roma foi novamente assolada por uma epidemia, que acometeu os dois cônsules. Sem condições de governar, ambos entregaram suas funções a três interrexes, incluindo o próprio Lúcio Valério e Públio Cornélio Cipião, que conseguem garantir a eleição das eleições para 391 a.C., na qual foram eleitos seis tribunos consulares, todos patrícios.

## Saque de Roma (390 a.C.)
Segundo uma tradição contada por Lívio, quando os sênones de Breno capturaram Roma, os últimos defensores da cidade ficaram confinados no Capitólio. Quando eles tentaram escalar as encostas sorrateiramente, foram denunciados pelo grasnado dos gansos capitolinos, consagrados a Juno. Foi Marco Mânlio quem liderou os defensores e foi, por isso, chamado "Capitolino".

### Conflito com os patrícios

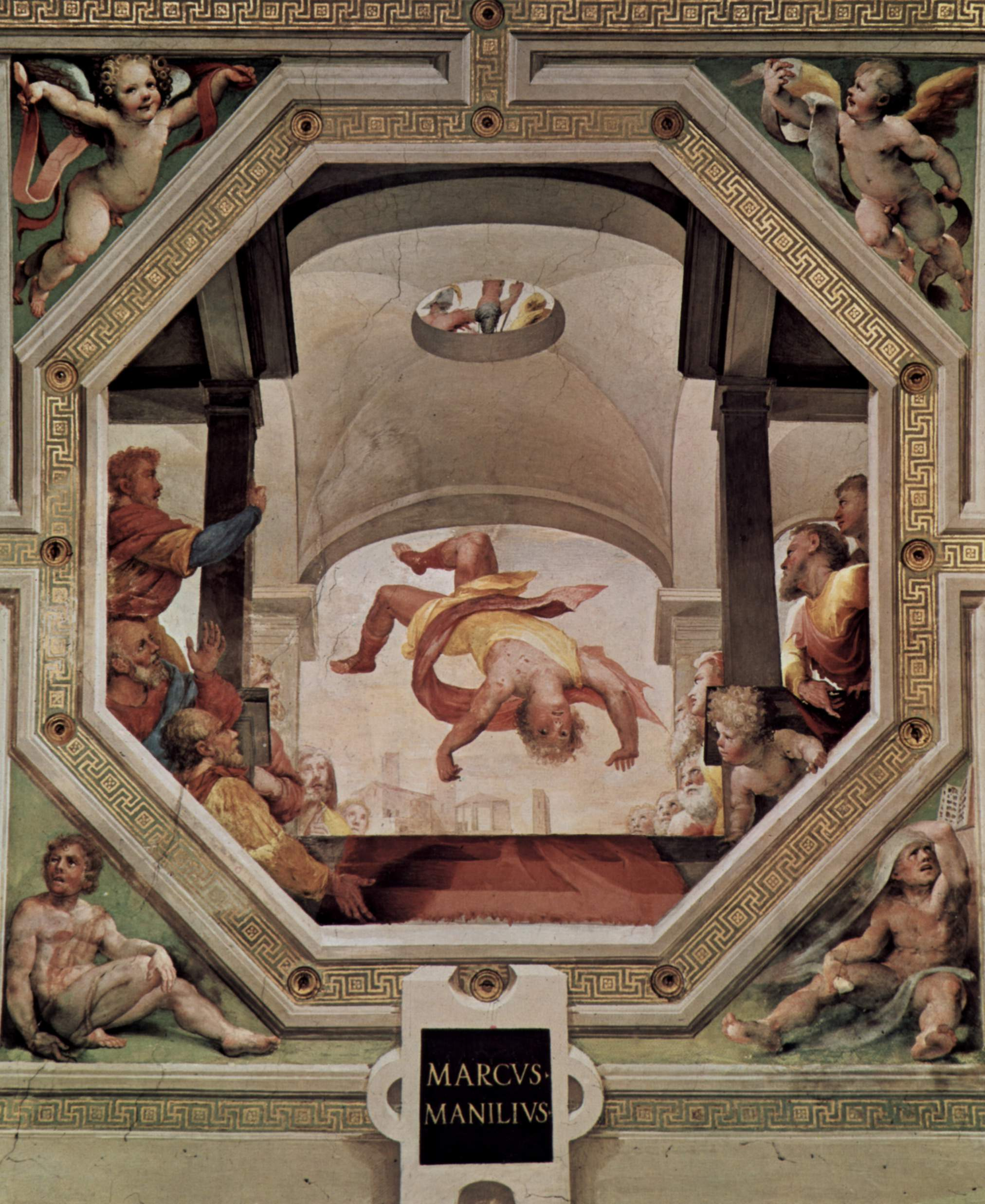
Marco Mânlio atirado da Rocha Tarpeia.
1532-5. Afresco de Domenico Beccafumi no Palazzo Comunale de Siena.

Desapontado por não encontrar entre os patrícios a consideração que achava que merecia por salvar o Capitólio e por não ter sido eleito tribuno consular em 385 a.C., Mânlio, primeiro entre os patrícios, entrou em acordo com os magistrados plebeus para avançar suas reivindicações.
| “ | E não contente com a lei agrária que os tribunos da plebe sempre colocavam em pauta para provocar desordem, começou um ataque de sua própria autoria: afirmou que os débitos eram um tormento bem mais preocupante por que os homens livres arriscavam não apenas a pobreza e a desonra, mas se aterrorizavam com o prospecto da chibata e das correntes | ” |
|   | — Lívio, Ab Urbe Condita VI, 2, 11.. |   |

Por isto, temendo mais uma revolta na cidade do que o ataque dos volscos, o Senado nomeou Aulo Cornélio Cosso ditador.
Enquanto Aulo conduzia o exército à vitória contra os volscos, Mânlio levava adiante as reivindicações plebeias, sem perder a chance de aumentar sua própria popularidade entre eles, como na ocasião na qual um centurião foi processado por débitos e arriscado de tornar-se um escravo, o livrou do débito pagando do próprio bolso, chegando a vender suas terras para ajudar outros pobres devedores enquanto acusava os senadores de malversação dos recursos.
| “ | "Pois não me fez bem nenhum ter salvado a fortaleza e o Capitólio se devo testemunhar meus concidadãos e camaradas acorrentados e escravizados como se fossem prisioneiros dos vencedores gauleses". Daí em diante ele pagou, perante todos, toda a quantia devida ao credor, restituiu a liberdade ao cidadão preso que implorava aos deuses e homens, que agradeciam agora Marco Mânlio, o libertador e pai da plebe romana | ” |
|   | — Lívio, Ab Urbe Condita VI, 2, 14.. |   |

A situação na cidade tornava-se cada vez mais difícil para os patrícios, principalmente por causa das acusações de Mânlio de terem roubado do Tesouro o ouro dos gauleses. Neste ponto, o Senado ordenou a volta de Aulo Cornélio a Roma, interrompendo a campanha contra os volscos, para aliviar os ânimos dos romanos. Já em Roma, Aulo, utilizando plenamente os poderes de seu cargo, ouviu o Senado, convocou Mânlio e instou-o a provar suas acusações. Mânlio se juntou aos seus aliados e, depois de acusar novamente os senadores, recusou-se a responder às intimações do ditador e, por isto, foi preso.
Contudo, os plebeus não falharam e vieram apoiar seu representante, manisfestando-se dia e noite frente ao cárcere, até que o Senado, para não aumentar ainda mais a revolta, ordenou a libertação de Mânlio.

### Processo
Para minar a credibilidade de Mânlio junto à plebe, passou a circular em Roma uma acusação de que ele aspirava ao título de "rei", que, na Roma republicana, era algo capaz de aniquilar a carreira política de qualquer um. Uma acusação foi feita e Mânlio foi levado a julgamento perante a assembleia, primeiro no Campo de Marte e, depois, quando os tribunos se deram conta que o local favorecia a Mânlio, no bosque Petelino, fora da Porta Flumentana, de onde se podia avistar o Capitólio, e ali Mânlio foi condenado à morte e acabou atirado da Rocha Tarpeia.
A sua casa no Capitólio foi demolida e os Mânlios decidiram que nenhum outro Mânlio poderia ter o nome de Marco.

## Crítica histórica
Segundo o historiador Theodor Mommsen, a história do salvamento do Capitólio foi uma invenção posterior para justificar seu sobrenome e sua tentativa de mudar o destino dos devedores, uma outra, do tempo de Cina.